# 哈萨克斯坦互联网
哈萨克斯坦互联网（國家和地區頂級域：.kz）发展迅速。自2001到2005年，该国的互联网用户从20万人增长到了100万。2007年，哈萨克斯坦的網際網路使用率只有8.5%，而在2008年增长到12.4%，在2010年增长到34.3%。2013年哈萨克斯坦官方报告互联网使用率增长到了62.2%，有约1000万互联网用户。
哈萨克斯坦有五家一级互联网服务提供商（ISP）拥有国际互联网连接，大约有100家二级ISP从一级ISP购买互联网流量。截至2019年，哈萨克斯坦75%以上的人口拥有互联网接入权，这一数字远高于中亚其他国家。
在自由之家2021年的網絡自由报告中，哈萨克斯坦互联网被评为“非自由的”。

## 互联网接入
根据哈萨克斯坦国家统计局的报告，73%的哈萨克斯坦用户通过拨号接入互联网，15%的用户通过ADSL接入，6%的用户通过卫星接入。2008年，超过50%的用户从家中接入互联网。42%的住在人口至少70,000人的城镇的家庭拥有个人电脑。哈萨克电信公司（KT）报告，2008年宽带用户基数从270,000增加到456,000。尽管有所增加，但互联网使用仍集中在城市中心，而城市中心以外的地区大多数哈萨克人仍无法使用。
哈萨克斯坦的官方语言是哈萨克语，有64%的人口使用哈萨克语。俄语是85%的人口使用的官方国际交流语言。俄语是互联网上使用最广泛的语言（94.1%），其次是哈萨克语（4.5%）和英语（1.4%），这可能是哈萨克斯坦网站大部分在俄罗斯托管（包括那些具有国家代码域名“.kz”的网站）的原因。6%的“.kz”域名网站在哈萨克斯坦托管，剩余的在俄罗斯和其他地方托管。
相对于国民平均工资（2008年54,500坚戈，约合363美元），互联网访问仍然相对较贵。哈萨克电信公司提供带宽为128kbit/s的无限ADSL访问费用为30美元。然而，由于2007年电信行业的不断自由化，运营商的费用大幅下降。自2007年以来，哈萨克斯坦的学校提供免费拨号访问，并正在扩展至包括宽带连接（但访问仅限于“.kz”域内的Web站点和其他互联网资源）。
根据2021年12月发布的数据，哈萨克斯坦是全球移动互联网费用最低的国家之一。

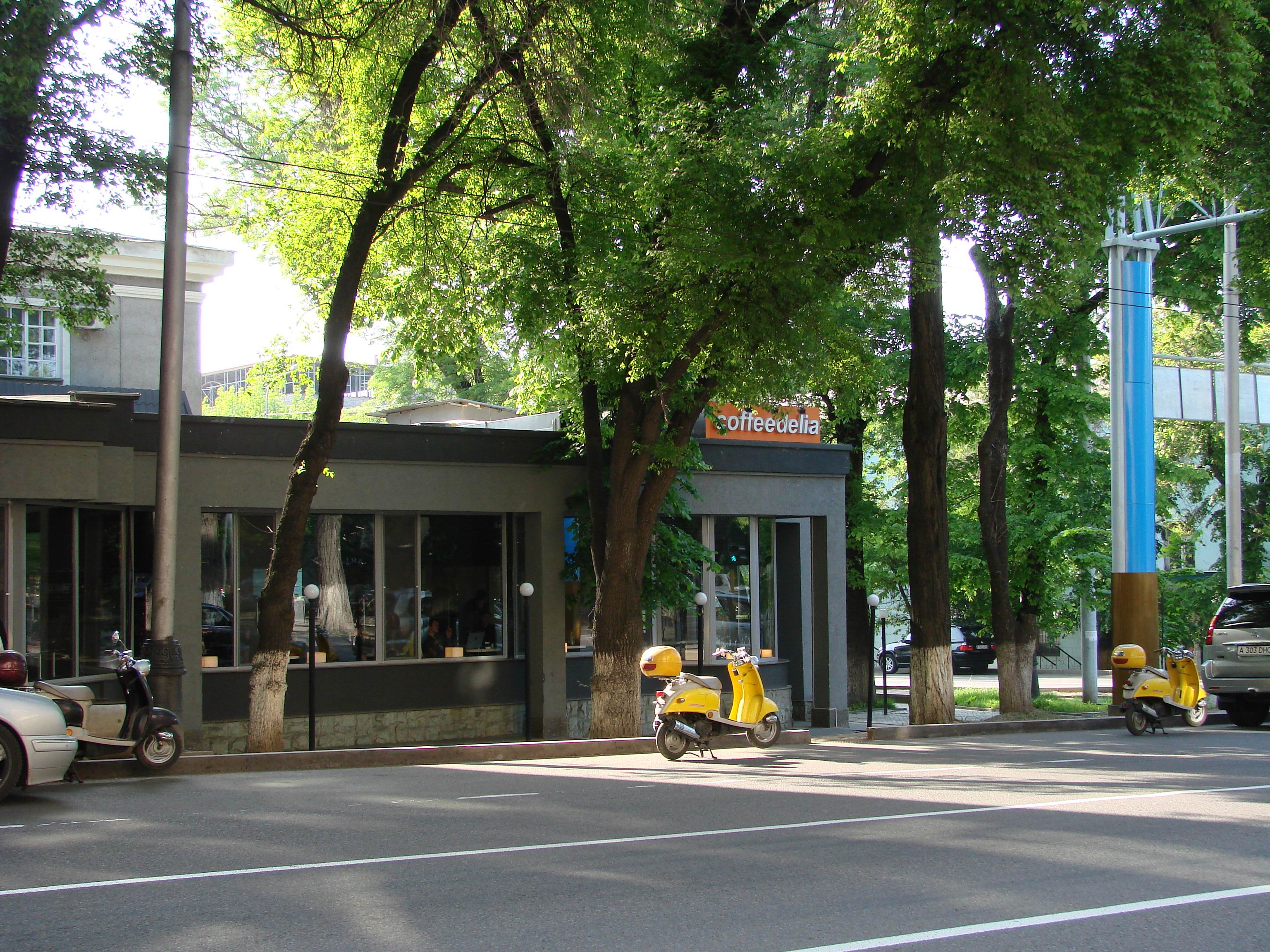
“Coffeedelia”，一家位于阿拉木圖的网吧。

## 互联网服务提供商
哈萨克电信公司是国家数据传输网络的运营商，该网络连接了哈萨克斯坦的主要城市。它具有957 Mbit/s的总带宽，单独的本地段有达10 Gbit/s的承载能力。2005年，哈萨克电信公司约有250万固网电信用户，占该国固定线路市场的90%左右。它目前控制着该国领先的移动运营商GSM Kazakhstan的49%以及另一家蜂窝运营商Altel的50%。2015年，哈萨克斯坦的宽带互联网速度平均估计为18.41 Mbit/s。
2004年电信市场自由化增加了五家获得许可的运营商之间的竞争：哈萨克电信公司（前国有垄断，目前国家持股51%）、Transtelekom、Kaztranscom、Arna（DUCAT）和Astel。具有国际互联网连接的一级ISP及其自己的基础设施包括哈萨克电信公司、Nursat、Transtelecom、Kaztranscom、Arna、Astel和TNS Plus。
大约有100家二级ISP从一级ISP购买互联网流量，包括：
- Kcell（3G）
- INTELSOFT（有线）
- AlmaTV（有线接入）
- Beeline（英语：Beeline (brand)）（3G，有线）
- DigitalTV（WiMax）
- Nursat
- Sekatel
- SputTV（卫星接入）
- 2Day Telecom（拨号）。

市场自由化尚未完全实施，因为固定线路运营商提供长途和国际服务的外资所有权受到限制。此外，哈萨克电信公司在电信市场上仍然占据主导地位，使其他运营商难以竞争。
哈萨克电信公司还于2009年3月11日推出了交互式IP电视服务，以维护其在固定线路市场的主导地位。其他主要的一级ISP，Nursat和Astel，经营陆地和卫星基础设施。该国有五家移动运营商。三家提供GSM服务，两家提供CDMA服务。政府估计，60%的人口使用移动服务。
其中一家最大的ISP——Arna（DUCAT）指控哈萨克电信公司违反了促进竞争和限制垄断活动的法律。Arna声称，哈萨克电信公司使用未经认证的系统监控和干扰使用竞争公司提供的服务的客户的电信活动。哈萨克政府的调查显示，确实存在这样的系统，并被哈萨克电信公司使用，但没有证据证明哈萨克电信公司有意干扰竞争者的活动。

## 法律和监管
哈萨克斯坦政府对互联网的态度有时矛盾而模糊。哈萨克斯坦到2030年的长期发展战略表明政府坚定地致力于打造现代的国家信息基础设施。政府已经宣布了在2005-2007年期间开发电子政府的计划。自2008年以来，政府官员被鼓励创建自己的个人博客。同时，政府遵循多级信息安全政策，对该国的电信和互联网流量进行监控。
交通和通信部（MTC）是电信市场的主要政策制定者和监管机构。信息化和通信局（AIC）是IT领域的中央行政机构，负责实施电信和信息技术发展行业的国家政策，对这些行业进行控制，并向各种电信服务发放许可证。安全委员会（SC）是由哈萨克斯坦总统主持的机构，负责起草决定并向国家元首提供有关国防和国家安全问题的协助。安全委员会还每六个月准备一份应该被封锁或禁止分发的网站清单。2005年安全委员会的决定使得关键国家安全机构（即紧急情况部、内政部、国防部和国家安全委员会）连接互联网是非法的。但是，尽管有这样的禁令，ONI研究人员发现了有证据表明，国家官员使用拨号帐户和匿名程序访问禁止的网站。
哈萨克斯坦的安全系统复杂而多层次。跨部门委员会负责协调和发展国家信息基础设施。国家安全委员会（NSC）监视总统、政府和军方通信。总理办公室是一个授权的国家机构，负责保护国家机密和维护信息安全。广义上说，“国家机密”包括各种政府政策以及有关总统私人生活、健康和财务事务的信息。国家安全委员会已向私人信息安全机构发放了总许可证，以建立和组织用于信息加密保护的设施，并制定向国家机构、企业客户、银行和其他大型商业公司的信息安全建议。哈萨克斯坦内政部经营着“K”部门，其职能与俄罗斯联邦的对应部门相同。该部门负责调查和起诉电脑犯罪和网络攻击。目前，ISP被要求禁止客户散布网络色情、極端主義或恐怖主义材料或不符合该国法律的任何其他信息。哈萨克斯坦官员还在考虑进一步规范哈萨克斯坦互联网的其他法律。目前正在考虑的一项草案法律将责任附加到拥有博客和论坛的网站所有者以及聊天室用户身上。该草案法律将互联网站等同于大眾媒體，并对内容施加类似的规定。该法的作者以打击网络犯罪和提供更多的互联网用户责任感为由来辩解加强监管。
哈萨克斯坦IT公司协会是正式认可的“.kz”域名的管理员。它是一个非政府组织，但有80%的政府所有权。“.kz”域的注册和管理规则于2005年由哈萨克斯坦共和国信息化和通信国家机构发布。近年来，注册和维护域名的费用大大降低，从而促进了哈萨克斯坦互联网的发展。但是域名注册受到严格的监管。如果它们所在的服务器位于哈萨克斯坦以外，申请可能会被拒绝。尽管主要立法保障了言论自由并禁止审查制度，但政府经常借助各种法律机制来压制“不当”信息或确保反对党组织使用的域名被冻结或撤回。因此，在哈萨克斯坦，使用互联网的政党非常少，很少有反对党或非法政党在网上有存在(至少在“.kz”域内)。
约300项立法措施明确或隐含地控制ICT环境。根据许可要求，所有电信运营商都有法律义务将它们的渠道连接到由哈萨克电信公司控制的公共网络。该政府于1999年成立的电信流量计费中心有助于监测私营公司的活动，并加强了哈萨克电信公司在IT领域的垄断地位。过去，一些电信运营商通过使用VoIP进行区域间和国际流量来规避这些规定，但强制实施VoIP电话费率消除了这一选择。

### 断网
根据网络安全分析师的说法，互联网在政治动荡时期会定期中断。2018年，当政治反对派举办的活动在社交媒体上直播时，哈萨克斯坦政府抑制了这种用途所需的带宽；2019年，当反对党领导人抗议政府庆祝二战结束的计划时，它再次努力限制社交媒体。2021年2月，在欧洲议会就该国人权问题作出决议并因释放政治犯而引发国内抗议之后，几家消息来源报道了“位于哈萨克斯坦最大城市阿拉木图和努尔苏丹的互联网中断”。
西方媒体报道，在2022年哈薩克斯坦抗議期间，哈萨克斯坦最大城市阿拉木图的互联网和电话系统出现了部分或全部中断。进一步的报告表明“互联网在全国范围内关闭”。一份来源报告在1月4日部分中断电话和互联网，1月5日“全国停电...影响全国的连接”。1月6日有报道称“WhatsApp、Signal和Telegram信息服务停止运行”，而包括哈萨克电信公司、Beeline和Kcell在内的当地互联网运营商“关停了它们的服务”。同样在1月6日，英国政府发表声明，具体呼吁“恢复互联网服务，并要求哈萨克斯坦当局尊重它们对言论自由和表达自由的承诺”。《经济学人》杂志将这种中断描述为政府的“镇压抗议和扰乱选举的策略”，而批评人士则认为这“违反了人权”。
云提供商Cloudflare的数据详细记录了该国互联网在1月5日UTC 10:30之后的突然中断，随后于1月7日报告“哈萨克斯坦的全国互联网中断已进入第三天”。在哈萨克斯坦总统托卡耶夫的公开演讲期间，包括他呼吁俄罗斯派兵“保护国家”，互联网服务被暂时恢复。1月7日的部分互联网恢复“在UTC 02:50 (当地时间08:50)左右开始，三小时后(UTC 05:50)结束”。1月10日，路透社报道“哈萨克斯坦由国家实施的互联网中断已进入第六天”
。
2022年1月哈萨克斯坦互联网中断的一个后果是对加密货币世界造成可测量的打击。在2021年5月至9月中国全面打击加密货币之后，哈萨克斯坦成为世界第二大比特币矿工（仅次于美国）。随着中国对加密货币的全面打压，加密货币矿工从中国转移到哈萨克斯坦，受哈萨克斯坦丰富的煤电所吸引。因此，哈萨克斯坦的全球加密货币挖掘力量（即“哈希率”）的国家份额翻了一番，从约9%增加到18%。西方媒体报道，当哈萨克斯坦政府在1月初关闭该国的互联网时，全球“哈希率”显著减少。《卫报》写道：“在停电的几小时内，比特币的计算能力下降了”。《福布斯》观察到：“几小时后，由于在哈萨克斯坦运营的一些生产商的哈希率大幅下降，比特币的全球计算能力消失了12%。AntPool、Poolin和Binance Pool的哈希率均下降了12%至16%。”

### 关于传播虚假信息和散布谣言的规定
哈萨克斯坦新的刑法典于2015年1月1日生效，禁止“故意传播虚假信息”，有时被称为“传播谣言”。据詹姆斯敦基金会(Jamestown Foundation)称，“在媒体和社交网络上传播这种不经证实的信息可能会被处以高达54000美元的罚款，或者作为替代方案进行社区工作或入狱五年”。这一措施是在2014年2月两家银行爆发挤兑之后采取的，当时是通过手机发送的短信引发的。这些通信导致哈萨克斯坦共和国国家银行救助了Kaspi银行。但是，这一措施也被用于一名年轻男子在2015年1月传播有关总理谢里克·艾哈迈托夫死亡的虚假信息的情况。

## 监视和过滤
政府已建立监控和过滤互联网流量的系统。由于所有一级ISP的流量都通过哈萨克电信(KazakhTelecom)的渠道，因此监控和过滤是集中的。ONI怀疑国家官员非正式要求哈萨克电信过滤某些内容。哈萨克电信与一些俄罗斯公司公开签署了一份协议，根据安全委员会的决议提供过滤、审查和监视。有几起记录的案例是记者和网站所有者在广泛的媒体和刑事规定下被起诉。21家反对派和独立媒体网站已被永久停用，据称是因为它们提供了与高级国家官员和总统腐败有关的出版物的链接。
2004年，国家安全委员会和信息通信局主席批准了规定监控电信运营商和网络的机制的规则。这些规则规定政府机构之间应全面合作和信息共享。这个系统类似于俄罗斯的SORM，旨在监控用户的活动和任何相关信息。这些规则要求ISP注册并维护客户互联网活动的电子记录。提供商必须安装特殊的软件和硬件设备，以便创建和存储规定时间内的记录，包括登录时间、连接类型、连接双方之间传输和接收的流量、会话的标识号、在线时间、用户的IP地址以及数据接收和传输的速度。
开放网络促进会对两家主要的ISP进行了测试：哈萨克电信公司和Nursat。哈萨克电信屏蔽了反对党团体的网站、载有政治内容的地方媒体网站和选定的社交网络网站。一些提供匿名访问互联网的代理网站也被屏蔽。ONI怀疑哈萨克斯坦的过滤实践正在发展，并由哈萨克电信在网络骨干上进行，该公司过滤它向下游运营商提供的流量。因此，哈萨克ISP可能在不知情的情况下收到预过滤的内容。同时，并非所有的传入和传出流量都经过哈萨克电信的集中网络，导致屏蔽模式不一致。大多数互联网用户都在“边缘”网络上，例如互联网咖啡厅和公司网络。哈萨克公司在用户级别上应用过滤机制，以防止员工访问色情、音乐、电影和在線約會网站。然而，ONI测试发现哈萨克斯坦不会屏蔽任何色情内容或与毒品和酒精使用有关的网站。自2016年以来，哈萨克政府屏蔽了社交媒体网站Tumblr，因为它涉嫌宗教极端主义。

## 根证书中间人攻击
2015年，哈萨克斯坦政府创建了一个“国家安全证书”，该证书允许对哈萨克斯坦互联网用户的HTTPS流量进行中间人攻击。这种攻击将要求所有互联网用户在其所有设备中安装由哈萨克政府控制的根证书，允许其拦截、解密和重新加密经过其控制系统的任何流量。然而，ISP和银行反对这一变化，证书当时未被部署。
2019年7月，哈萨克政府继续执行原来的计划，要求ISP强制其用户安装由政府发布的根证书。

## 术语
哈萨克斯坦人用“Kaznet”这个词来指代来自哈萨克斯坦并与哈萨克斯坦有关的互联网空间。同样，他们用“Uznet”、“Kirnet”/“Kegnet”和“Runet”这些词来分别指代乌兹别克、吉尔吉斯和俄罗斯的互联网空间。

## 时间线
- 1994年9月19日，.kz正式成为顶级域名。
- 1996年12月24日，非官方的“哈萨克斯坦互联网之父”E. Alexander Lyakhov创建了信息教育门户网站。[31]
- 1997年，哈萨克斯坦网站在国际“1997年最佳商业网站”竞赛中获得了首个国际奖项。[32]
- 1997年，Lyahovy发起了哈萨克斯坦网络资源目录分类器项目“整个WWW哈萨克斯坦”[33]。
- 1998年，哈萨克斯坦互联网出现在第一个网络购物和商品目录网站，Guide Park上[34]。
- 1998年6月，第一个哈萨克语网站出现：MN-AN RK物理技术研究所。[35]
- 自1998年9月起，哈萨克斯坦通过阿拉木图广播枢纽使用RealAudio提供互联网连续广播。
- 1998年10月，列出教育资源的电子目录KazGU启动。
- 1999年，IANA创建了哈萨克斯坦网络信息中心，其作为国家代码顶级域.kz的管理员。[36]
- 2004年4月6日，哈萨克斯坦信息技术公司协会（KAITK）成立。
- 2004年 - .kz域名被转移到哈萨克斯坦信息化和通信局的控制下。
- 2005年10月1日，域.kz的管理和规则由两个组织担负：事实上的哈萨克斯坦网络信息中心（KazNIC）和哈萨克斯坦信息技术公司协会法律上，后者负责国家域的发展。
- 2010年3月12日，随着哈萨克斯坦信息化和通信局和文化和信息部的重组，建立了通信和信息部，并授予了调节互联网的权力。
- 2011年5月，谷歌（运营google.kz）收到哈萨克斯坦通信和信息部的通知，要求所有.kz域名必须在哈萨克斯坦境内的服务器上运行。为了应对这一要求，谷歌决定将google.kz访问者重定向到google.com；这一变化意味着搜索结果不再针对哈萨克斯坦进行定制。[37]
- 2011年6月，谷歌重新推出了google.kz。哈萨克斯坦当局发布了新的指导方针，称所有.kz域名必须在哈萨克斯坦境内的服务器上运行的命令不再适用于先前注册的域名。[37]